# Финляндия на летних Олимпийских играх 1960

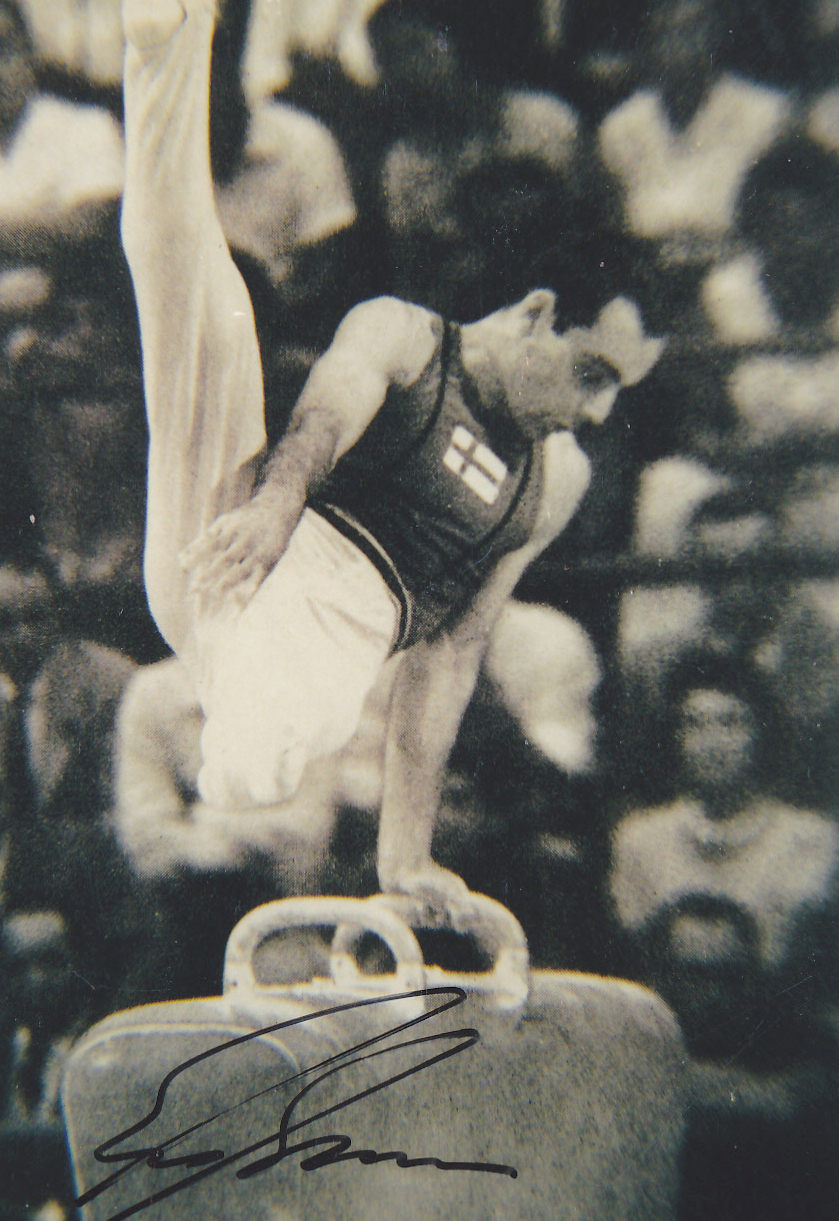
Финский спортсмен Еуген Экман на олимпийских играх 1960 года

На Летних Олимпийских играх 1960 года Финляндию представляло 117 спортсменов (107 мужчин и 10 женщина), выступивших в 14 видах спорта. Они завоевали 1 золотую, 1 серебряную и 3 бронзовых медали, что вывело финскую сборную на 17-е место в неофициальном командном зачёте.

## Медалисты
| Медаль  | Спортсмен                   | Вид спорта            | Дисциплина                             |
| ------- | --------------------------- | --------------------- | -------------------------------------- |
| Золото  | Эуген Экман                 | Спортивная гимнастика | Мужчины, упражнения на коне            |
| Серебро | Пентти Линосвуо             | Стрельба              | Мужчины, скорострельный пистолет, 25 м |
| Бронза  | Ээлес Ландстрём             | Лёгкая атлетика       | Мужчины, прыжки с шестом               |
| Бронза  | Йорма Лиммонен              | Бокс                  | Мужчины, до 57 кг                      |
| Бронза  | Вели Лехтеля Тойми Питкянен | Академическая гребля  | Мужчины, двойки распашные без рулевого |

## Результаты соревнований

### Академическая гребля
В следующий раунд из каждого заезда проходили несколько лучших экипажей (в зависимости от дисциплины). В финал A выходили 6 сильнейших экипажей.
Мужчины
| Соревнование | Спортсмены                  | Предварительный заезд | Предварительный заезд | Предварительный заезд | Отборочный заезд | Отборочный заезд | Отборочный заезд | Полуфинал     | Полуфинал     | Полуфинал     | Финал                | Финал                |
| Соревнование | Спортсмены                  | Заезд                 | Время                 | Место                 | Заезд            | Время            | Место            | Заезд         | Время         | Место         | Время                | Место                |
| ------------ | --------------------------- | --------------------- | --------------------- | --------------------- | ---------------- | ---------------- | ---------------- | ------------- | ------------- | ------------- | -------------------- | -------------------- |
| одиночки     | Йорма Кортелайнен           | 3                     | 7:39,51               | 2                     | 3                | 7:32,95          | 2                | не проводился | не проводился | не проводился | завершил выступление | завершил выступление |
| двойки       | Вели Лехтеля Тойми Питкянен | 3                     | 7:05,00               | 1 Q                   | не участвовали   | не участвовали   | не участвовали   | 1             | 7:35,50       | 2 Q           | 7:03,80              | 3                    |